# Gabbro

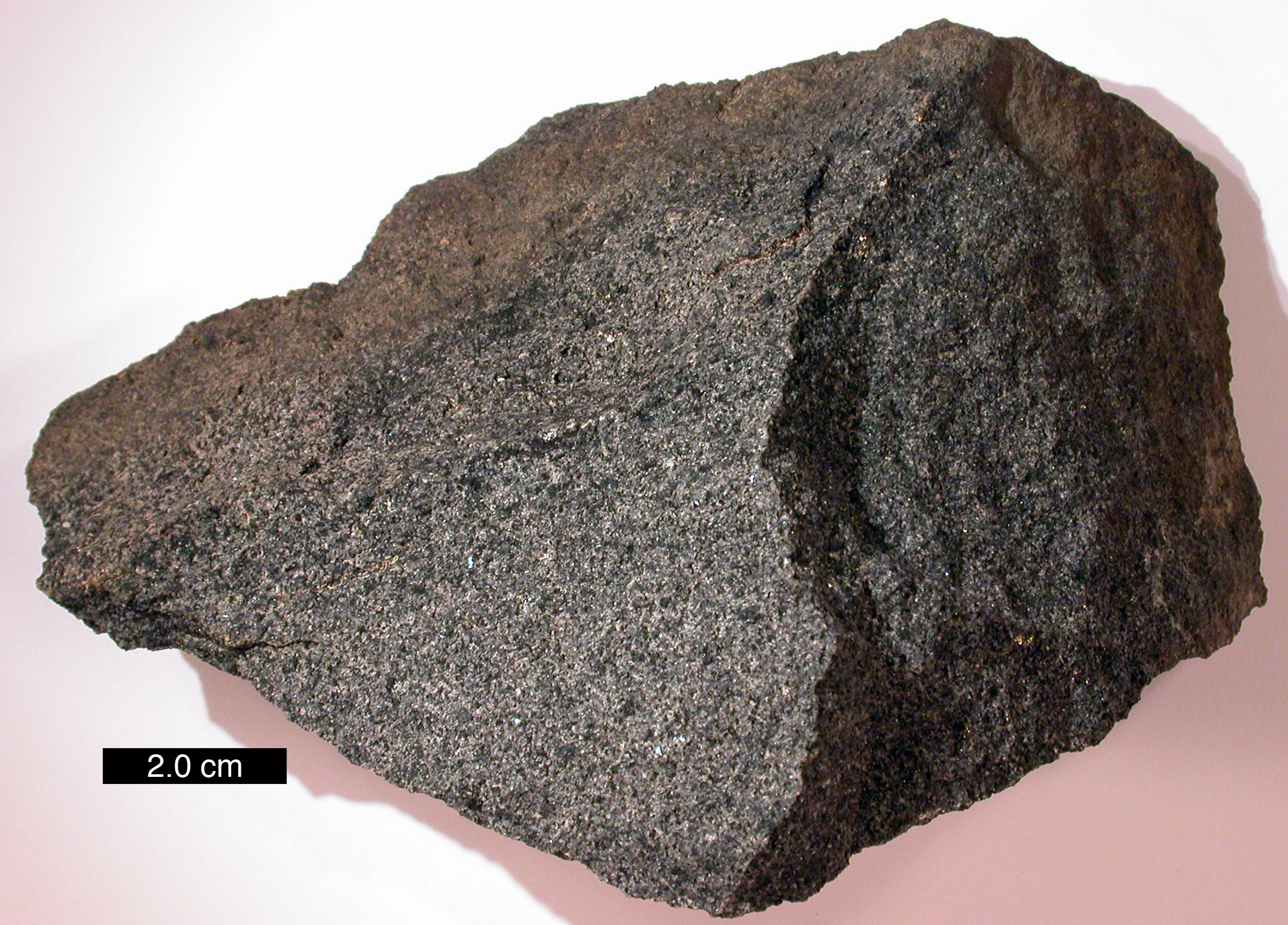
Gabbro
De ljusaste fläckarna utgörs av plagioklas

Gabbro är en grovkornig, basisk djupbergart.

## Sammansättning
Gabbro består i huvudsak av kalciumrik plagioklas och pyroxen. Gabbro har en hög halt (20 till 65 %) mörka mineral såsom pyroxen, hornblände och olivin. Plagioklas är ljusare, och syns som vita fläckar eller linjer i den mörkare omgivningen. Om andelen mörka mineral överstiger 65 % övergår gabbro till peridotit.

## Förekomst
Gabbro bildas på stora djup i jordskorpan av en basisk magma. Om samma typ av magma stelnar närmare ytan bildas istället diabas, och om den stelnar vid ytan bildas basalt.
Gabbro är vanligt förekommande i både kontinental och oceanisk jordskorpa. I den oceaniska jordskorpan utgör gabbro en viktig del i så kallade ofiolitkomplex. 
I Sverige finns gabbro i bland annat Uppland, där Rådmansö kan nämnas, och i Bohuslän, där Brattön och Älgön består av gabbro.
Gabbro är Norrbottens landskapssten.

## Ekonomisk geologi
Gabbro är en ekonomiskt viktig bergart, som ofta innehåller brytningsvärda mineral, exempelvis kromit, nickel och kobolt. Gabbro används också ofta som byggnadssten.

## Densitet
Gabbro har typiskt densitet mellan 2,7 och 3,3 ton/m3. Detta är högre än för de flesta i Sverige vanligt förekommande bergarter. Den höga densiteten gör att gabbro är en särskilt lönsam bergart att förädla till ballast, då försäljningspriset sätts per ton.

## Etymologi
Bergarten  gabbro sägs ofta ha namngivits av geologen Leopold von Buch efter fyndorten Gabbro i Italien. Detta stämmer dock inte då namnet gabbro användes redan 1768 av den italienske geologen Tozzetti, dock omdefinierade von Buch termen och gav den en definition som liknar den moderna.

## Fotogalleri

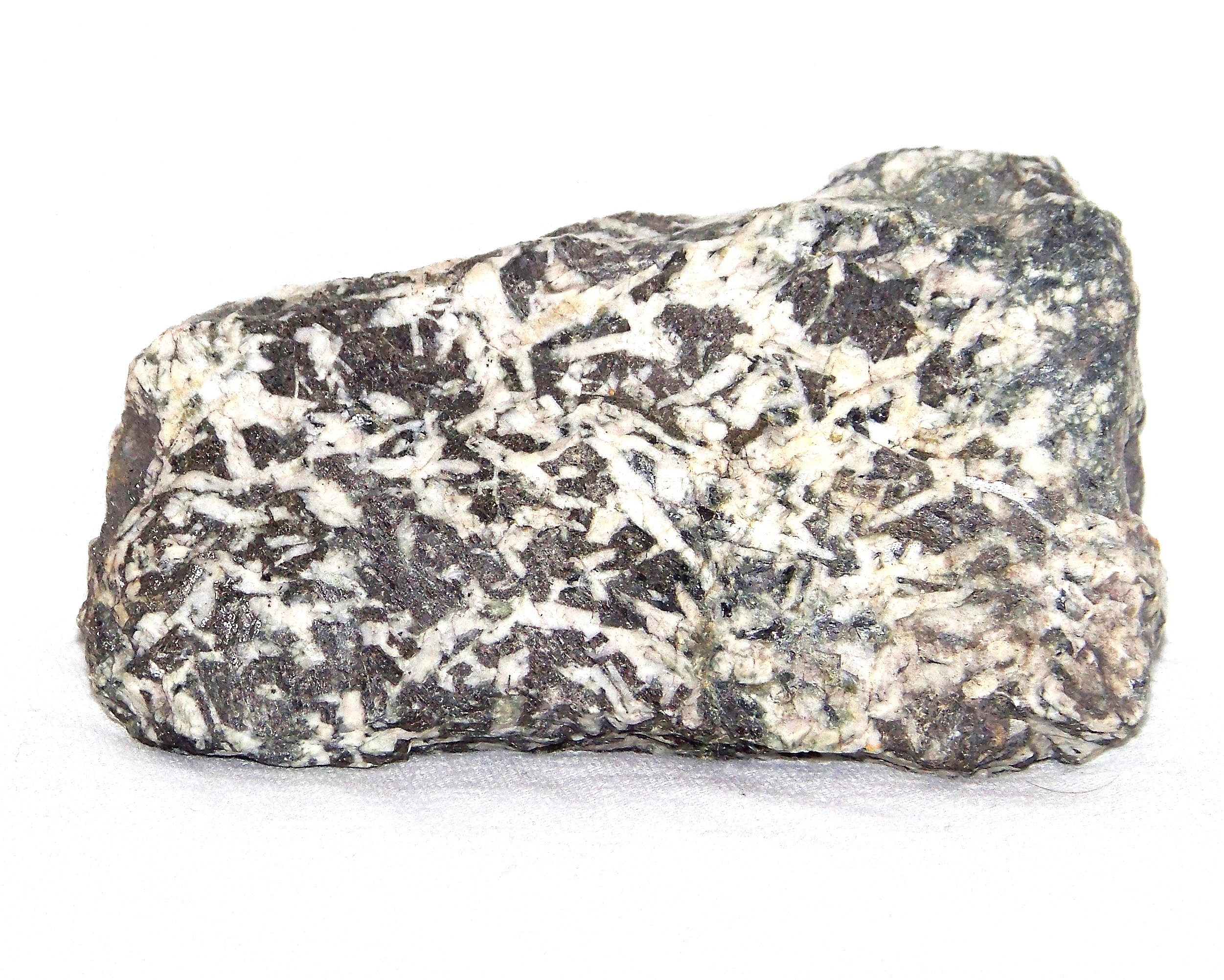
Gabbro från Polen
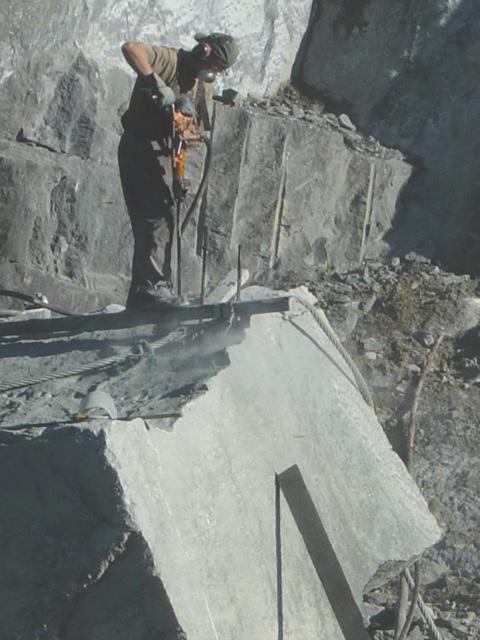
Vistalittgabbro från Vistalitt i Norge
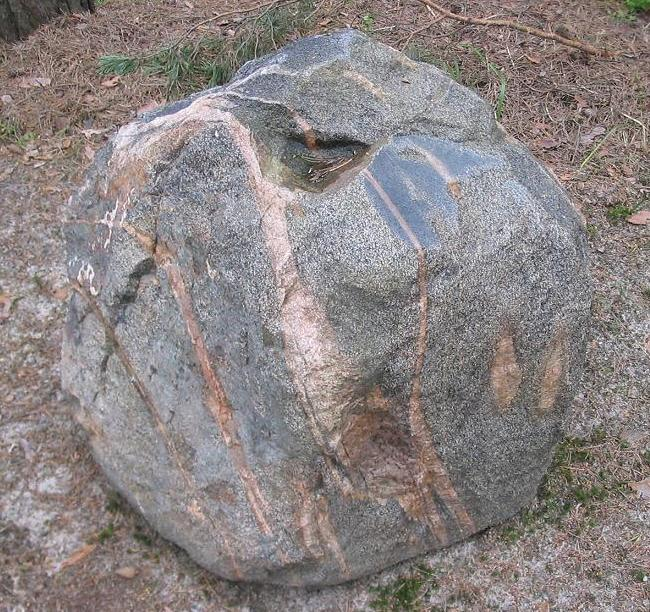
Fynd från norra Tyskland, troligen ditfört från Sverige av inlandsisen
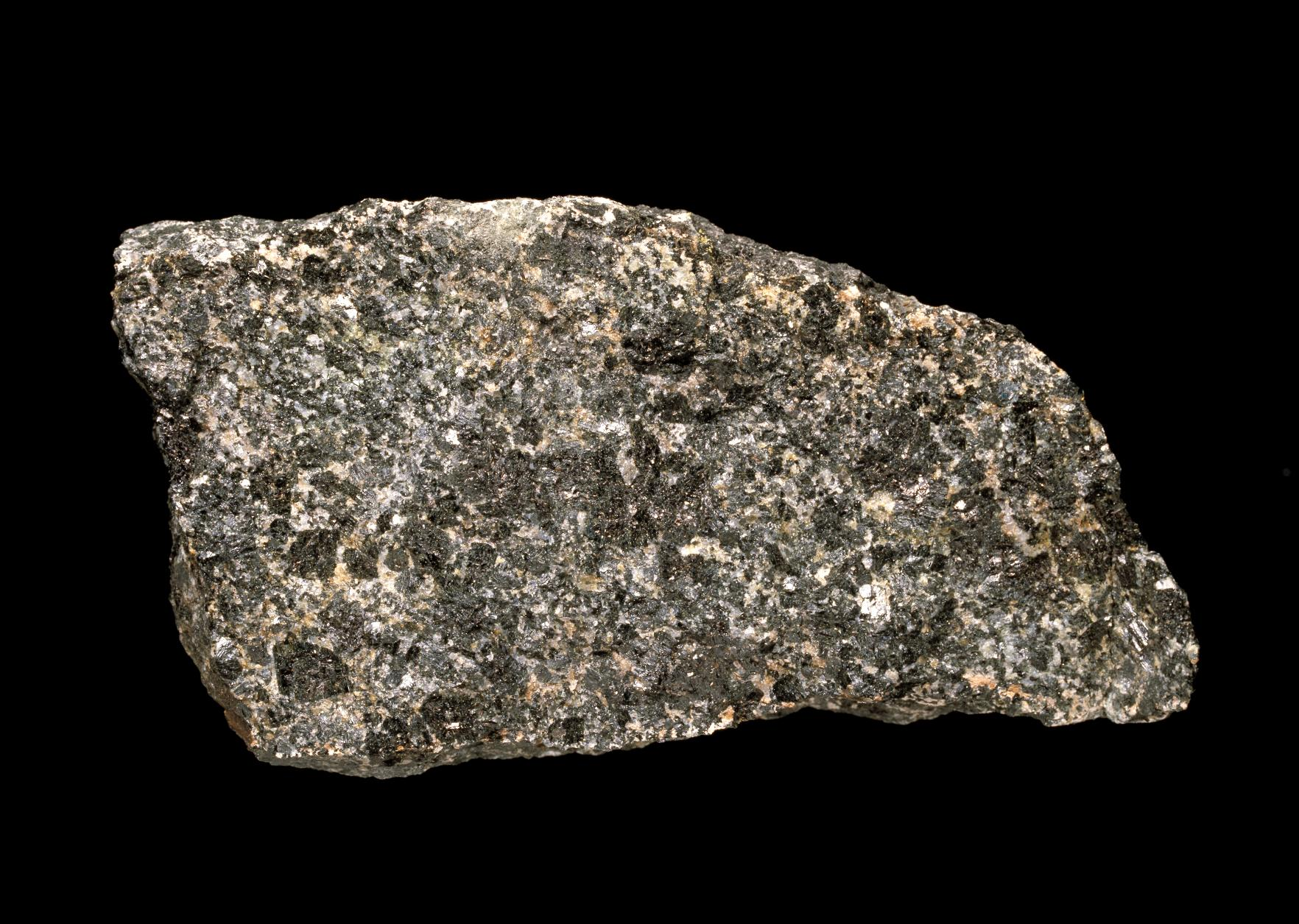
Norrbottengabbro
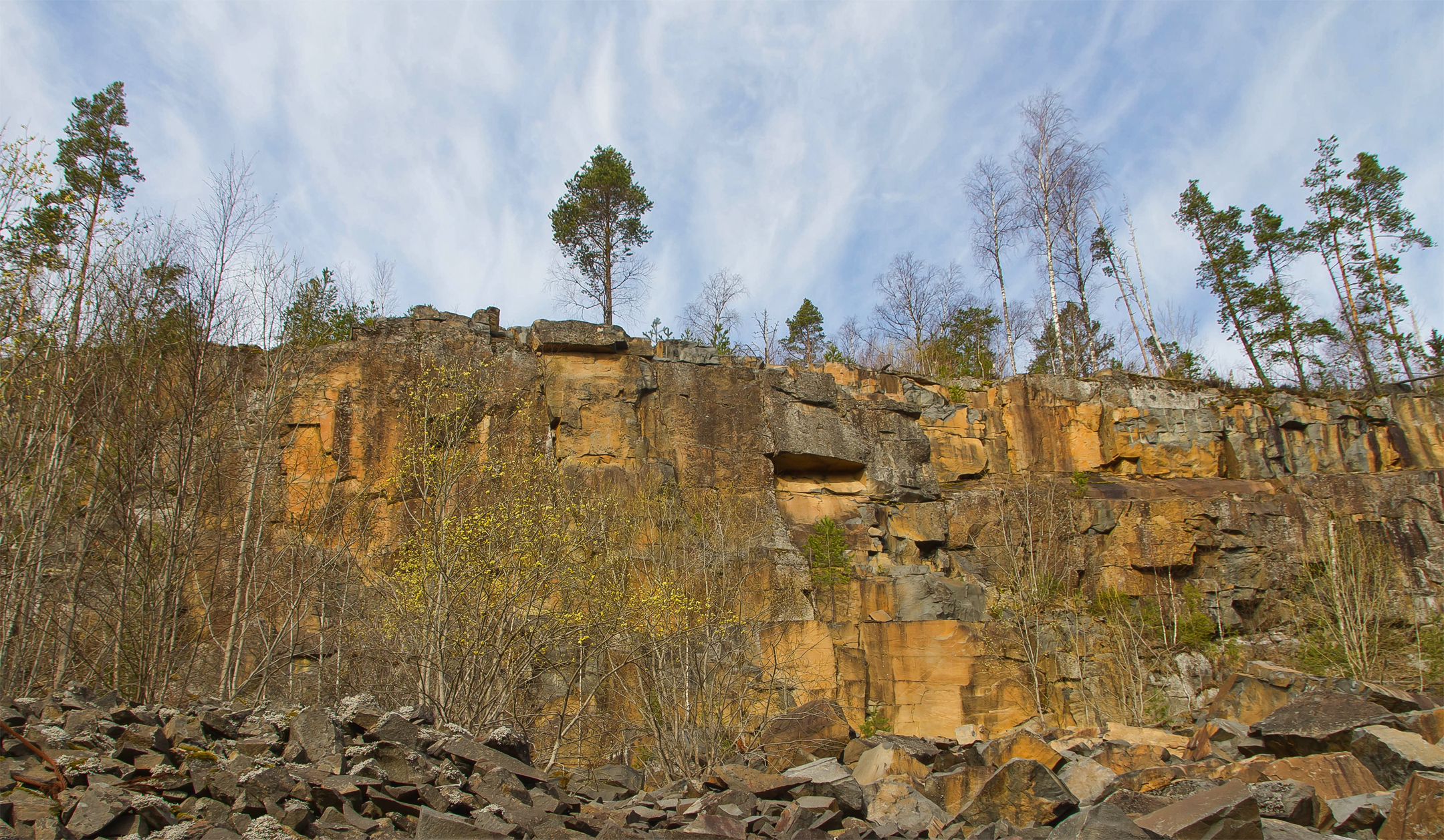
Gabbro-diabas[förklaring behövs] i Ryssland
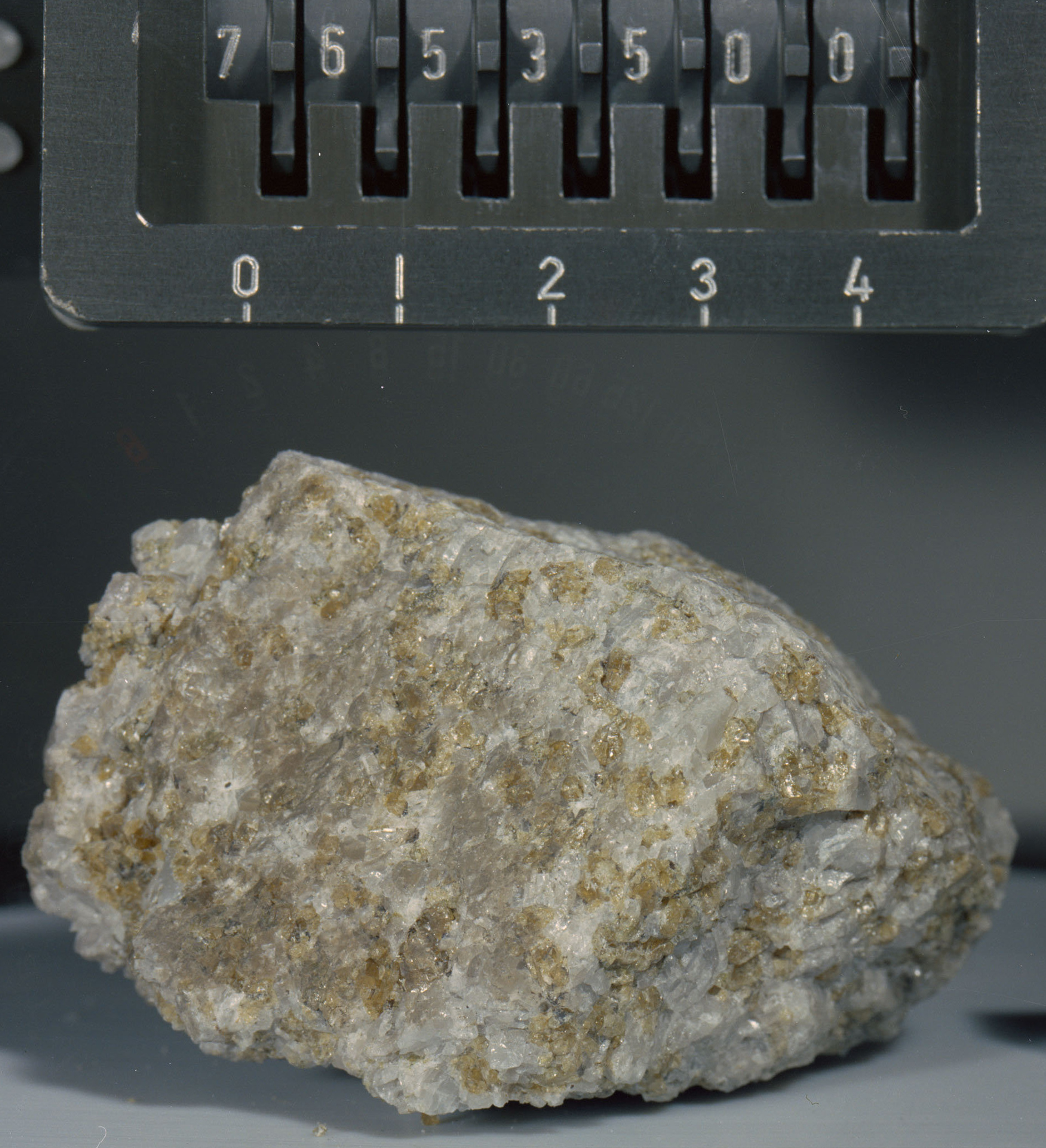
Troctolit, hämtad från Månen av Apollo 17